# Epicauta fortis
Epicauta fortis är en skalbaggsart som beskrevs av Werner 1944. Epicauta fortis ingår i släktet Epicauta och familjen oljebaggar. Inga underarter finns listade i Catalogue of Life.